# Список университетов и колледжей Чунцина
Ниже приведен список университетов и колледжей Чунцина (Китай). 你好 我向kerimbekov  叫Meerbek。我 很 希望 学习 汉语。你好 我叫贝克兰。我也很希望。
嘿，伙计们！我叫阿加莎，现在我有HSK5和HSKK中级。 下一个是谁？

## Обозначения
В статье используются следующие обозначения:
- Национальный (МОК): учебное заведение непосредственно управляемое Министерством образования Китая (МОК).
- Муниципальный: учебное заведение управляемое муниципалитетом.
- Частный: частное учебное заведение.
- Независимый: независимое учебное заведение.
- Ω (национальные ключевые университеты[англ.]): университеты имеющие высокий уровень поддержки со стороны центрального правительства КНР.

## Университеты
| Название                                           | Китайское название | Год  | Тип                | Ссылка                     | Примечания                                             |
| -------------------------------------------------- | ------------------ | ---- | ------------------ | -------------------------- | ------------------------------------------------------ |
| Чунцинский университет                             | 重庆大学           | 1929 | Национальный (МОК) | http://www.cqu.edu.cn      | Ω (недоступная ссылка) участник проектов «211» и «985» |
| Юго-западный университет                           | 西南大学           | 1906 | Национальный (МОК) | http://www.swu.edu.cn      | Ω (недоступная ссылка) участник проекта «211»          |
| Юго-Западный университет политических наук и права | 西南政法大学       | 1950 | Муниципальный      | http://www.swupl.edu.cn/   | Ω (недоступная ссылка)                                 |
| Чунцинский университет транспорта                  | 重庆交通大学       | 1951 | Муниципальный      | http://www.cqjtu.edu.cn    | (недоступная ссылка)                                   |
| Чунцинский университет почты и телекоммуникаций    | 重庆邮电大学       | 1950 | Муниципальный      | http://www.cqupt.edu.cn/   | (недоступная ссылка)                                   |
| Чунцинский педагогический университет              | 重庆师范大学       | 1954 | Муниципальный      | http://www.cqnu.edu.cn/    | (недоступная ссылка)                                   |
| Чунцинский медицинский университет                 | 重庆医科大学       | 1956 | Муниципальный      | http://www.cqmu.edu.cn/    | (недоступная ссылка)                                   |
| Чунцинский технологический университет             | 重庆理工大学       | 1940 | Муниципальный      | http://www.cqut.edu.cn/    |                                                        |
| Чунцинский университет технологий и бизнеса        | 重庆工商大学       | 1952 | Муниципальный      | http://www.ctbu.edu.cn/    | (недоступная ссылка)                                   |
| Сычуаньский университет иностранных языков         | 四川外国语大学     | 1950 | Муниципальный      | http://www.sisu.edu.cn/    |                                                        |
| Сычуаньская академия художеств                     | 四川美术学院       | 1940 | Муниципальный      | http://www.scfai.edu.cn/   | (недоступная ссылка)                                   |
| Чунцинский второй педагогический университет       | 重庆第二师范学院   | 1954 | Муниципальный      | http://www.cque.edu.cn/    | (недоступная ссылка)                                   |
| Чунцинский университет науки и технологий          | 重庆科技学院       | 1951 | Муниципальный      | http://www.cqust.edu.cn/   | (недоступная ссылка)                                   |
| Чунцинский университет искусств и наук             | 重庆文理学院       | 1972 | Муниципальный      | http://www.cqwu.net/       | (недоступная ссылка)                                   |
| Чунцинский университет «Три Ущелья»                | 重庆三峡学院       | 1956 | Муниципальный      | http://www.sanxiau.edu.cn/ | (недоступная ссылка)                                   |
| Чунцинский полицейский колледж                     | 重庆警察学院       | 1950 | Муниципальный      | http://www.cqjy.com.cn/    | (недоступная ссылка)                                   |
| Янцзинский педагогический университет              | 长江师范大学       | 1931 | Муниципальный      | http://www.yznu.cn/        |                                                        |

### Другие
- Городской научно-технический колледж при Чунцинском университете (重庆大学 城市科技学院). Частный
- Чунцинский гуманитарно-технологический институт (重庆人文科技学院). Частный||||
- Южный колледж переводчиков Чунцина при Сычуаньском университет иностранных языков (四川外国语大学 重庆南方翻译学院). Частный.
- Колледж внешней торговли при Чунцинском педагогическом университете (重庆师范大学 涉外商贸学院). Частный.
- Колледж Жунчжи при Чунцинском университете технологий и бизнеса (重庆工商大学 融智学院). Частный.
- Pass College при Чунцинском университете технологий и бизнеса (重庆工商大学 派斯学院). Частный.
- Колледж мобильных телекоммуникаций при Чунцинском университете почты и телекоммуникаций (重庆邮电大学 移通学院). Частный.
- Юкай-колледж при Юго-западном университете (西南大学育才学院).

## Колледжи
| Название                                                                                 | Китайское название       | Год  | Тип     | Примечания                                                                              |
| ---------------------------------------------------------------------------------------- | ------------------------ | ---- | ------- | --------------------------------------------------------------------------------------- |
| Хайляньский профессионально-технический колледж в Чунцине                                | 重庆海联职业技术学院     | 1999 | Частный | https://web.archive.org/web/20161005161109/http://www.ccca.edu.cn/                      |
| Чунцинский аэрокосмический профессионально-технический колледж                           | 重庆航天职业技术学院     | 1983 |         | https://web.archive.org/web/20140209135956/http://www.cqepc.cn/                         |
| Чунцинский инженерно-технический колледж                                                 | 重庆工程职业技术学院     | 1951 |         | НМВПК http://www.cqvie.edu.cn/ Архивная копия от 13 августа 2020 на Wayback Machine     |
| Чунцинский промышленно-технический колледж                                               | 重庆工业职业技术学院     | 1956 |         | НМВПК https://web.archive.org/web/20181221230905/http://www.cqipc.net/                  |
| Чунцинский промышленно-торговый техникум                                                 | 重庆工贸职业技术学院     | 1936 |         | http://www.cqgmy.cn/ Архивная копия от 1 июля 2020 на Wayback Machine                   |
| Чунцинский электромеханический профессионально-технический колледж                       | 重庆机电职业技术学院     |      |         | http://www.cqevi.net.cn/                                                                |
| Чунцинский молодёжный профессионально-технический колледж                                | 重庆青年职业技术学院     |      |         | http://www.cqqzy.cn/                                                                    |
| Чунцинский профессиональный колледж прикладных технологий                                | 重庆应用技术职业学院     | 1946 | Частный | http://www.cqyyzy.com/                                                                  |
| Чунцинский профессиональный колледж                                                      | 重庆信息技术职业学院     | 1988 | Частный | http://www.cqeec.com/                                                                   |
| Чунцинский профессиональныё колледж управления городом                                   | 重庆城市管理职业学院     | 1984 |         | http://www.cswu.cn/                                                                     |
| Чунцинский электронный технический колледж                                               | 重庆电子工程职业学院     | 1965 |         | НМВПК http://www.cqcet.edu.cn/                                                          |
| Чунцинский строительный инженерный колледж                                               | 重庆建筑工程职业学院     | 1956 |         | https://web.archive.org/web/20120609045713/http://www.cctc.cq.cn/                       |
| Чунцинский электроэнергетический колледж                                                 | 重庆电力高等专科学校     | 1953 |         | https://web.archive.org/web/20190327133247/http://www.cqepc.com.cn/                     |
| Чунцинский профессиональный колледж                                                      | 重庆房地产职业学院       | 1984 | Частный | http://cqbyxy.com/                                                                      |
| Чунцинский бизнес-колледж                                                                | 重庆工商职业学院         |      |         | https://archive.today/20121129014339/http://www.cqtbi.edu.cn/                           |
| Чунцинский городской профессиональный колледж                                            | 重庆城市职业学院         |      |         | http://www.cqcvc.com.cn/ Архивная копия от 17 января 2021 на Wayback Machine            |
| Чунцинский профессиональный транспортный колледж                                         | 重庆交通职业学院         |      |         | http://www.cqjy.edu.cn/                                                                 |
| Чунцинское профессиональное училище «Три ущелья»                                         | 重庆三峡职业学院         | 1936 |         | Ключевой в Чунцине строительный высший профессиональный колледж http://www.cqsxedu.com/ |
| Чунцинский финансово-экономический профессиональный колледж                              | 重庆财经职业学院         |      |         | https://web.archive.org/web/20120326090958/http://www.cqcfe.com/                        |
| Чунцинский профессиональный колледж                                                      | 重庆商务职业学院         | 1962 |         | http://www.cqswxy.cn/ Архивная копия от 7 мая 2021 на Wayback Machine                   |
| Чунцинский химический профессиональный колледж                                           | 重庆化工职业学院         | 1964 |         | http://www.cqhgzy.com/ Архивная копия от 25 марта 2021 на Wayback Machine               |
| Чунцин энергетический профессиональный колледж                                           | 重庆能源职业学院         |      | Частный | http://www.cqny.net/                                                                    |
| Чунцинский профессиональный колледж телекоммуникаций                                     | 重庆电讯职业学院         |      | Частный | https://web.archive.org/web/20161002183019/http://cqdxxy.com.cn/                        |
| Чунцинское профессиональное училище медиа                                                | 重庆传媒职业学院         |      | Частный | http://www.cqcmxy.com/                                                                  |
| Чунцинский научно-технический колледж                                                    | 重庆科创职业学院         |      | Частный | http://www.cqie.cn/                                                                     |
| Чунцинский технологический колледж                                                       | 重庆工程学院             |      | Частный | https://archive.today/20130101122406/http://www.zdsoft.com.cn/web/index.html            |
| Чунцинское водохозяйственное и электроэнергетическое профессионально-техническое училище | 重庆水利电力职业技术学院 |      |         | https://web.archive.org/web/20181221230738/http://www.cqsdzy.com/                       |
| Чунцинский дошкольный педагогический колледж                                             | 重庆幼儿师范高等专科学校 |      |         | /http://www.cqsxsf.com/                                                                 |
| Чунцинский профессиональный колледж технике безопасности                                 | 重庆安全技术职业学院     |      |         | https://web.archive.org/web/20120905052254/http://www.cqvist.net/                       |
| Чунцинский медицинский колледж                                                           | 重庆医药高等专科学校     |      |         | http://www.cqyygz.com/                                                                  |
| Чунцинский медицинский колледж «Три Ущелья»                                              | 重庆三峡医药高等专科学校 |      |         | http://www.sxyyc.net/                                                                   |

## Военные учебные заведения
- Третий военно-медицинский университет[кит.] НОАК. Основан в 1944 году как учебный класс медсестёр военного округа Тайюэ.
- Инженерно-логистический университет НОАК[англ.]. Основан в 1961 году как Инженерно-технический колледж НОАК.
- Чунцинский институт связи[кит.] при Военно-инженерном университете НОАК[кит.]. Основан в 1955 году.